# Kozo Yuki
Kozo Yuki (結城 耕造, Yuki Kozo) est un footballeur japonais né le 23 janvier 1979 à Yokohama.